# Herbampulla
Herbampulla är ett släkte av svampar. Herbampulla ingår i familjen Magnaporthaceae, klassen Sordariomycetes, divisionen sporsäcksvampar och riket svampar.
|             | Pyricularia                                 |
|             |                                             |
|             | Gaeumannomyces                              |
|             |                                             |
|             | Clasterosporium                             |
|             |                                             |
|             | Pseudohalonectria                           |
|             |                                             |
|             | Magnaporthe                                 |
|             |                                             |
|             | Harpophora                                  |
|             |                                             |
|             | Mycoleptodiscus                             |
|             |                                             |
|             | Omnidemptus                                 |
|             |                                             |
| Herbampulla | \| \| Herbampulla crassirostris \| \| \| \| |
|             | \| \| Herbampulla crassirostris \| \| \| \| |
|             | Buergenerula                                |
|             |                                             |
|             | Gibellina                                   |
|             |                                             |
|             | Ophioceras                                  |
|             |                                             |
|             | Clasterosphaeria                            |
|             |                                             |
|             | Herbampulla crassirostris                   |
|             |                                             |

|  | Herbampulla crassirostris |
|  |                           |